# Персона нон грата (фильм)
«Персона нон грата» (пол. Persona non grata) — польский драматический кинофильм режиссёра Кшиштофа Занусси 2005 года.

## Сюжет
Главный герой фильма Виктор (Збигнев Запасевич), посол Польши в Уругвае и бывший диссидент, хоронит свою любимую жену Елену (Халина Голянко) у себя на родине. Он пытается узнать, был ли у неё роман с их давним общим русским другом Олегом (Никита Михалков), ныне занимающим пост замминистра иностранных дел России. Но выяснить это ему придётся лишь по возвращении в Уругвай на службу, через некоторое время туда прибудет и Олег для подписания контракта по поставке вертолётов Уругваю, на который также претендует и Польша.

## В ролях
- Збигнев Запасевич — Виктор Лещинский, посол Польши в Уругвае
- Никита Михалков — Олег, заместитель министра иностранных дел России
- Ежи Штур — советник посольства Польши в Уругвае, ветеран польской дипломатической службы
- Даниэль Ольбрыхский — заместитель министра иностранных дел Польши, бывший диссидент
- Анджей Хыра — Вальдемар, польский консул в Уругвае, окончивший МГИМО
- Яцек Борцух — Роман, посыльный
- Халина Голянко — Елена Лещинская, жена Виктора
- Андрей Смирнов — секретарь замминистра иностранных дел России

## Производство
Съёмки фильма проходили с сентября по ноябрь 2004 года в Варшаве, польском Хеленуве, Уругвае и Москве. При этом Никита Михалков не участвовал в съёмках в Уругвае, а все сцены с его участием, которые по сценарию разыгрывались в этой стране, снимались в Польше и России. Сцены же фильма, происходившие по сюжету в здании МИДа России, были сняты в гостинице «Украина».

## Награды и номинации
- 2005 — Польская кинопремия
  - Лучший актёр второго плана — Ежи Штур
  - Лучшая музыка — Войцех Киляр
  - Лучший монтаж — Ванда Земан
  - Лучший звук

### Номинации
- 2005 — Венецианский кинофестиваль
  - Основной конкурс